# 可逆性モノアミン酸化酵素A阻害薬

典型的なRIMAであるモクロベミドの骨格式。

可逆性モノアミン酸化酵素A阻害薬（RIMA:Reversible inhibitors of monoamine oxidase type-A）は、モノアミン酸化酵素のうち、選択的にモノアミン酸化酵素Aを阻害する。そのことでモノアミン神経伝達物質の濃度を上昇させる。モノアミン酸化酵素阻害薬の一種。抗うつ薬として用いられる。アメリカ、日本国内で認可されている薬はない。
医薬品のモクロベミドや、南米のアマゾンの原住民が用いるハルミンがある。RIMAは、古いモノアミン酸化酵素阻害薬と異なり、可逆的であり約6時間の半減期に従って、阻害作用は減弱する。阻害作用がはたらいている最中には、特にセロトニン作動薬との併用によるセロトニン症候群の副作用に注意が必要である。

## 種類
- モクロベミド（英語版） - アメリカを除き、多くの国でうつ病の治療に承認されている[2]。日本では2006年ごろまでには開発中止されている[3]。排出半減期は6.3時間[4]。
- エプロベミド（英語版） - ロシアで1987年から2003年にかけて販売されていた[2]。
- ミナピリン（英語版） - フランスで1996年まで使用されたが発作を引き起こすため、取り消された[2]。
- ピルリンドール[2]。
- メトラリンドール

南米のアマゾンの原住民は伝統的に、RIMAであるハルミンを含んだ幻覚剤のアヤワスカを使用してきた。これらハルマラ・アルカロイドの半減期は約6時間。
社交不安障害に対して、SSRIなどの抗うつ薬が無効な場合の選択肢である。

## 副作用
一般的な副作用は、不眠、昼間の眠気、口渇、振戦、起立時の目まい。
ヒトでの研究はほとんどないが、胎児に有害であることは判明しておらず、授乳時に注意する必要はあるが授乳の停止は推奨されていない。
RIMAに依存性はなく、中止の際にわずかな離脱症状がある場合もある。離脱に際して好ましくない症状を引き起こす可能性は低い。

### 相互作用
RIMAは、リタリンや風邪薬など覚醒作用、あるいはモルヒネなど麻薬性鎮痛薬との併用はその作用を増強するため注意が必要である。抗うつ薬との併用は、発熱、震え、発作などのセロトニン症候群を起こす可能がある。ハルマラ・アルカロイドと、セロトニン作動薬の抗うつ薬（SSRI、三環系）や他のセロトニン作用のある医薬品、薬物（幻覚剤、覚醒剤）の併用は避けるべきであり、死亡例が報告されている（そもそもDMTでないなら併用せずとも作用する）。
モクロベミドとセロトニン作動薬との過剰摂取では、集中治療室 (ICU) が必要となるような、38.5度以上の発熱、麻痺といった重篤なセロトニン毒性が生じるリスクは非常に高まる。
RIMAは、セレギリン (MAOI) と併用してはならず、チラミン感受性が高まるため食事制限が必要である。モクロベミドでは、他の薬剤（トラニルシプロミン）と比較して、高血圧の発作を起こすまでに8倍のチラミンを要するため、高血圧の影響はほとんど受けない。非可逆的な他のMAOIの1/7から1/10の血圧上昇作用である。しかし、900mgの摂取や、あるいは、チラミンが大量に含まれる珍しいチーズなどでは、血圧上昇を引き起こし注意が必要かもしれない（つまり、モクロベミド自体か、チラミンの摂取量が増えると高血圧発作のリスクとなる）。モクロベミドによる血圧上昇作用の影響を最小限にするためには、食後の投与が良い。阻害作用が働いている最中には反応を起こすアミンの影響を受けやすいためである。
モクロベミドではCYP2C19、CYP2D6およびCYP1A2に影響するようである。例えば、シメチジン（抗ヒスタミン薬）による治療を行っている場合には、モクロベミドの血中濃度は2倍になると考えられる。